# Ana Martinez de Luco
 (mai 2024).
Pour les articles homonymes, voir Martinez et Luco.
Ana Martinez de Luco, née en 1960 au Pays basque espagnol, est une religieuse de nationalité américaine, organisatrice communautaire, personnalité associative et entrepreneuriale sociale et écologique chrétienne, et est fondatrice de Sure We Can (en). Sure We Can est la seule organisation à but non lucratif de la ville de New York.
Les objectifs d'Ana de Luco incluent la création d'emplois dignes pour les conserveries, en particulier à destination de personnes immigrantes, handicapées, âgées, pauvres et sans-abri.

## Jeunesse
De Luco est née au Pays basque espagnol.

## Vie adulte
Ana de Luco devient religieuse à 19 ans. Elle a animé des ateliers et enseigné les coopératives de travail[Quoi ?]. Son affiliation religieuse est celle de la Sisters for Christian Community (en).
De Luco déménage à New York en 2004 et fonde Sure We Can en 2007.
En 2016, elle démissionne de son poste de direction à la Sure We Can.

## Galerie

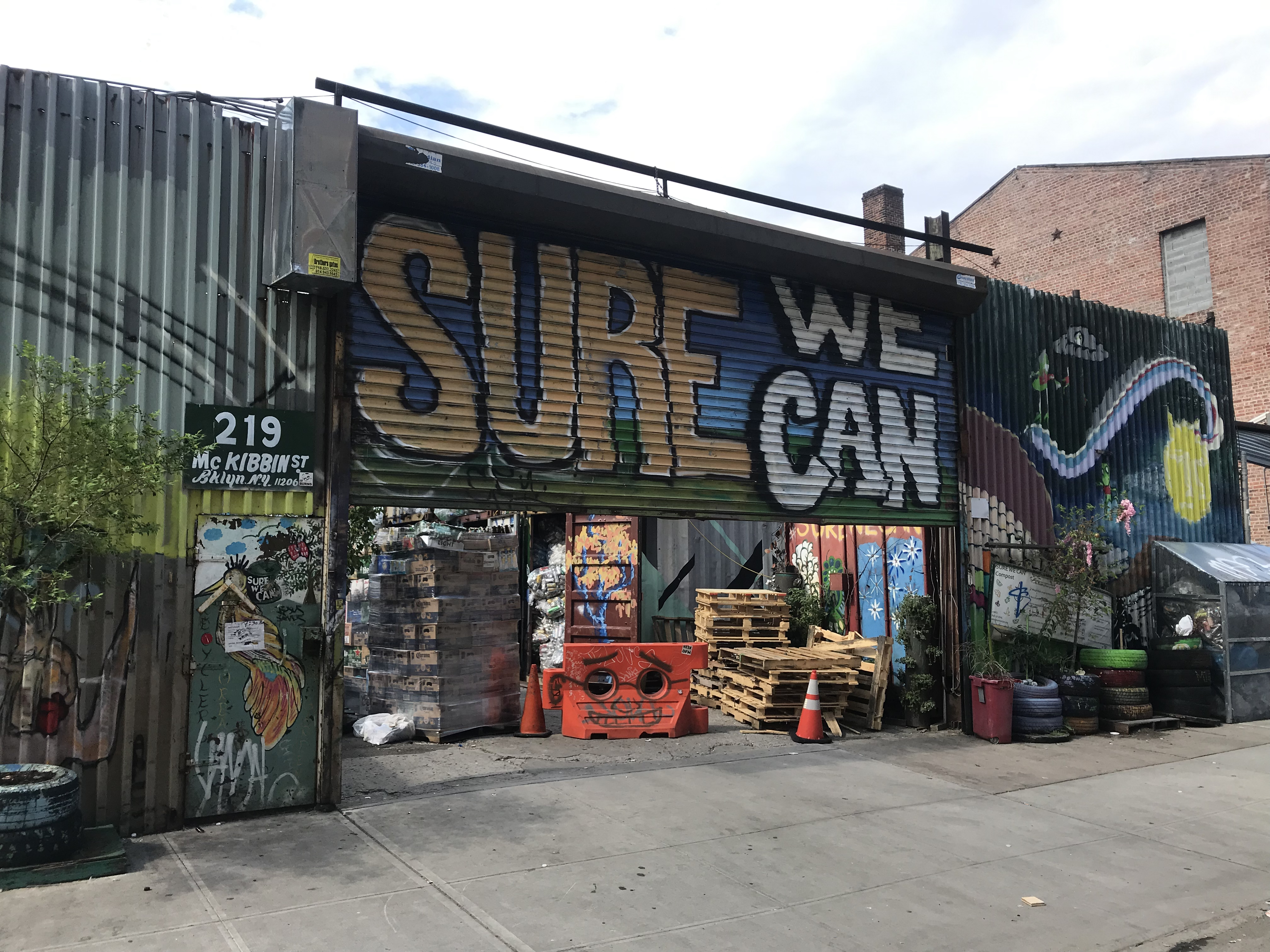
Centre de remboursement Sure We Can (en), à Brooklyn en 2019.
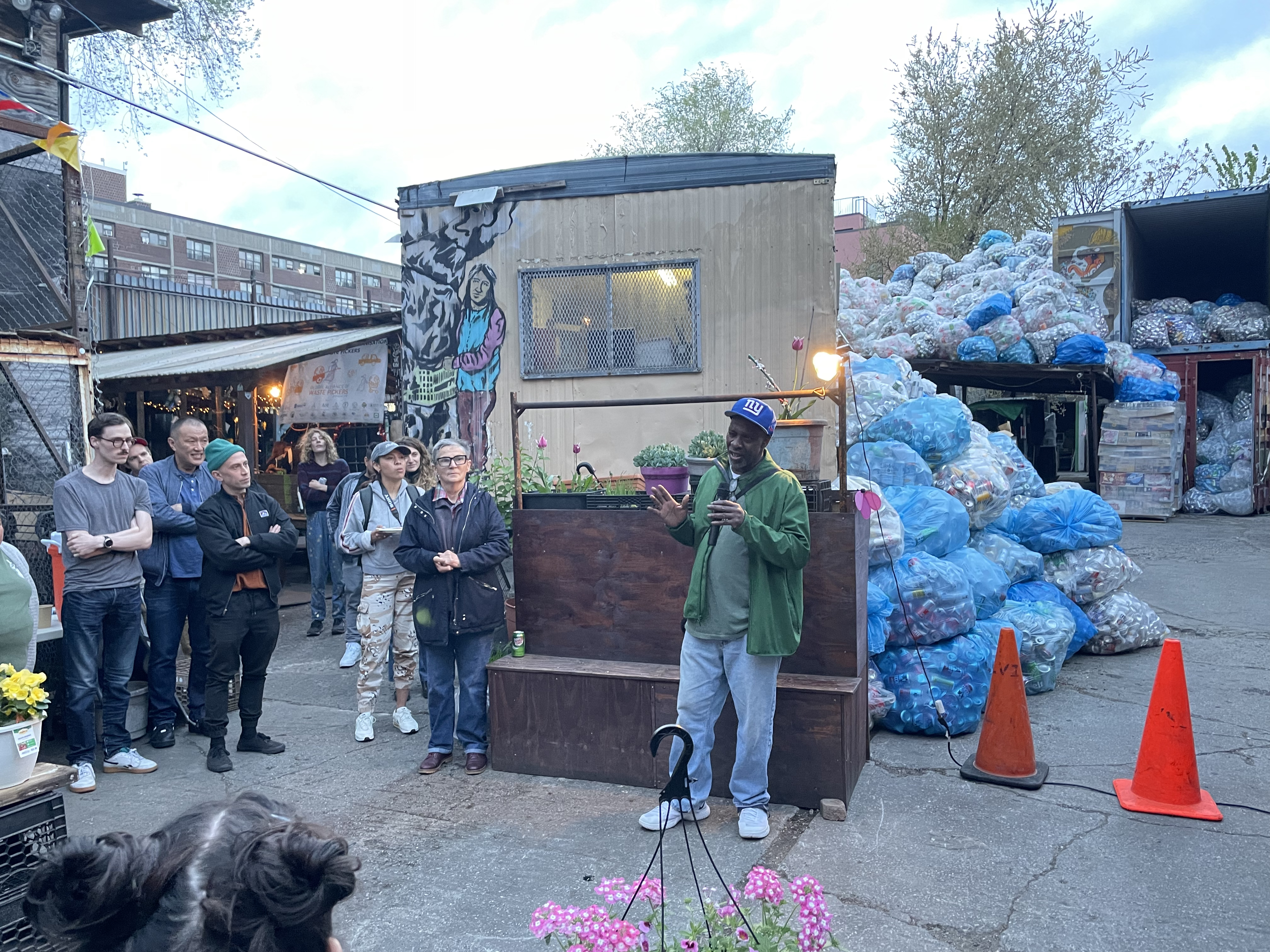
Ana et Eugene, fondateurs de Sure We Can, lors de la célébration de l'achat de lots McKibbin pour le Jour de la Terre 2023.
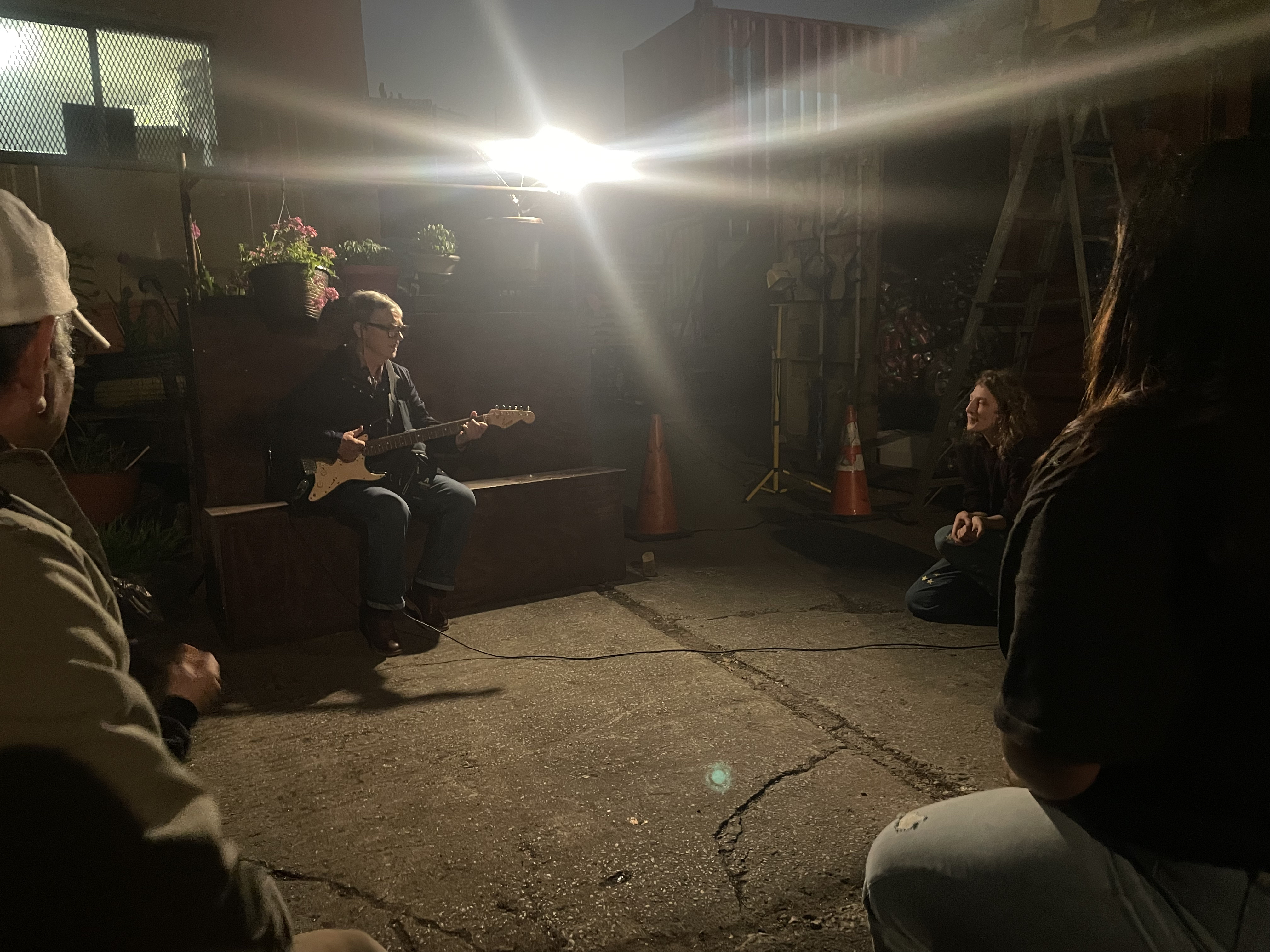
Ana Martinez de Luco joue de la guitare lors de la célébration du Jour de la Terre 2023.